# 1132 Hollandia
Hollandia (asteróide 1132) é um asteróide da cintura principal, a 1,9342893 UA. Possui uma excentricidade de 0,278897 e um período orbital de 1 604,63 dias (4,39 anos).
Hollandia tem uma velocidade orbital média de 18,18572753 km/s e uma inclinação de 7,21715º.
Esse asteróide foi descoberto em 13 de Setembro de 1929 por Hendrik van Gent.